# Bahnhof Letschin
Der Bahnhof Letschin ist ein Zwischenbahnhof der Bahnstrecke Eberswalde–Frankfurt (Oder) auf dem Gemeindegebiet von Letschin in Brandenburg. Er dient heute nur noch dem Reiseverkehr, Anlagen für den Güterverkehr bestehen nicht mehr.

## Geschichte
Am 1. Juli 1876 wurde der Bahnhof Letschin als vorläufiger Endpunkt der Bahnstrecke Eberswalde–Frankfurt (Oder) eröffnet, die von der Berlin-Stettiner Eisenbahn-Gesellschaft erbaut wurde. Er besaß zur Eröffnung drei Gleise mit Bahnsteig. Dort endeten Pendelzüge aus Richtung Eberswalde. Weniger als ein halbes Jahr später, am 1. Januar 1877, erfolgte die Verlängerung der Strecke bis zum Bahnhof Seelow (Mark), sodass der Bahnhof seitdem als Durchgangsbahnhof fungiert. Es kamen auch weitere Abstell- und Überholgleise für den Güterzugverkehr hinzu.

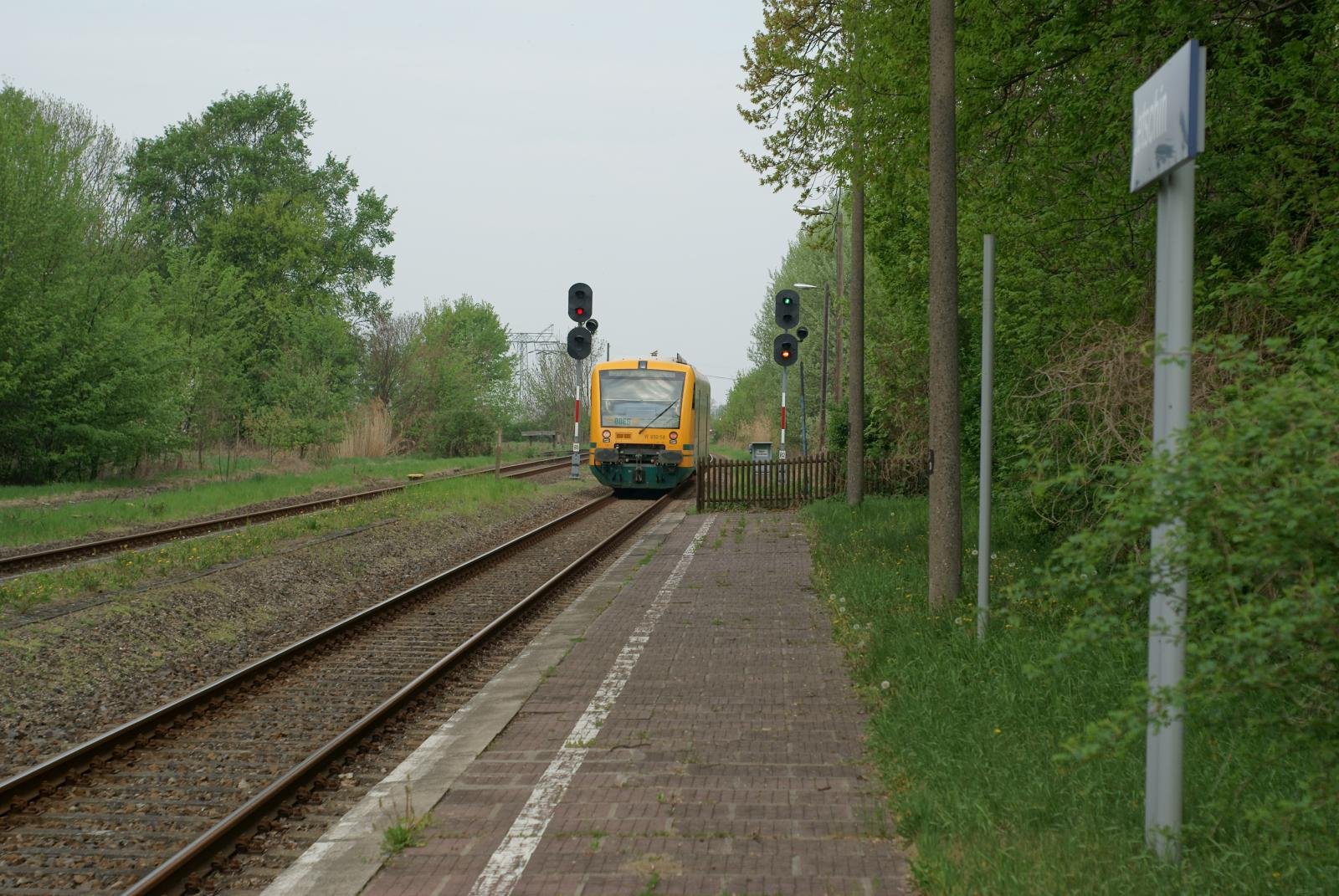
Ein Reisezug der ODEG fährt auf Gleis 1 ein. Die Lichtsignale der sowjetischen Bauart EZMG sind noch in Betrieb. (2011)

Bis Anfang 2000 änderte sich relativ wenig am Bahnhof, bis auf die Inbetriebnahme neuer Stellwerke. Doch in diesem Zeitraum wurden viele Gleise abgebaut. Im Jahr 2010 fanden kleinere Sanierungsarbeiten statt. In absehbarer Zeit soll eine größere Modernisierung stattfinden, bei denen der alte Hausbahnsteig mit 38 cm Höhe durch einen neuen mit der gesetzlich festgelegten Höhe von 76 cm ersetzt werden soll. Für den Stundentakt auf der gesamten Strecke ab Dezember 2024 sollen zusätzlich an Gleis 2 wieder regelmäßig Personenzüge halten, denn aktuell wird das zweite Gleis nur für Sonderverkehre genutzt.
1983 wurde im Bahnhof Letschin ein Gleisbildstellwerk der sowjetischen Bauform EZMG in Betrieb genommen, das die alten mechanischen Stellwerke der Bauart Zimmermann & Buchloh ersetzte. Im Jahr 2016 wurde auch das EZMG-Stellwerk außer Betrieb genommen. Nach zwischenzeitlichem Zugleitbetrieb soll 2023 ein elektronisches Stellwerk (ESTW-A) der Bauform El S (SIMIS D) in Betrieb genommen werden, das von Küstrin-Kietz aus ferngesteuert wird.

## Lage
Der Bahnhof Letschin liegt an Streckenkilometer 93,210 der Bahnstrecke Eberswalde–Frankfurt (Oder). Der Bahnhof befindet sich einen Kilometer südlich der gleichnamigen Gemeinde. Der Ausgang befindet sich an der Straße Bahnhofsweg, welche östlich in die Bahnhofstraße und westlich in die Quappendorfer Straße mündet. Am östlichen Ende des Bahnhofsweg befinden sich die Räumlichkeiten des Eisenbahnvereins Letschin. Unmittelbar am Bahnhof befindet sich der Letschiner Hauptgraben, es gibt jedoch auch noch den Bahngraben. Südwestlich des Bahnhofes befindet sich ein Umspannwerk sowie südlich bewirtschaftete Felder.
Südlich von Letschin folgt nach etwa 8,5 Kilometern der Haltepunkt Werbig sowie nördlich nach neun Kilometern der Bahnhof Neutrebbin. Ursprünglich kam nach fünf Kilometern noch der Bahnhof Sietzing, welcher jedoch bereits 1994 außer Betrieb genommen wurde.

## Anlagen

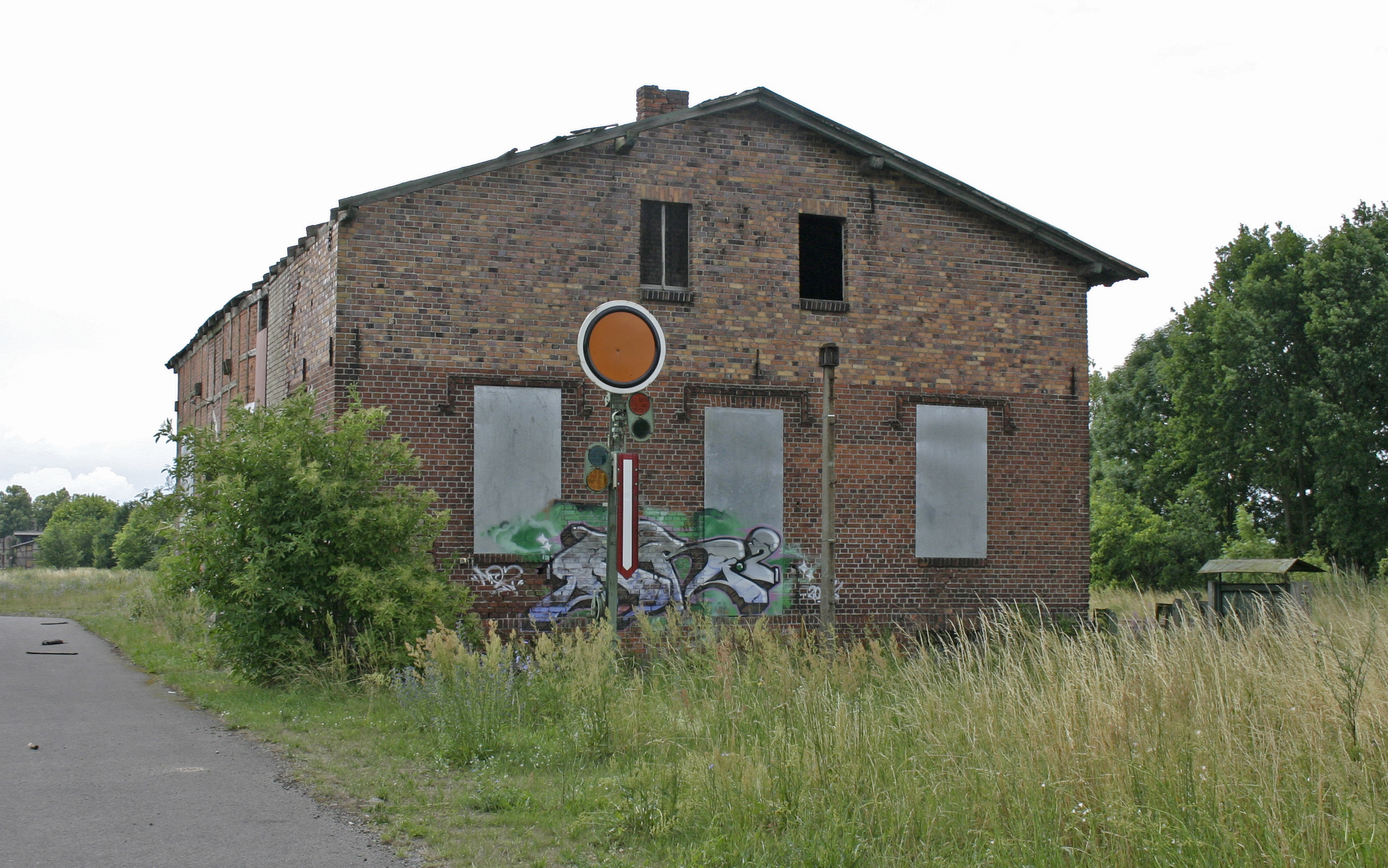
Verfallender Güterschuppen (2015)

### Bahnsteige und Gleise
Letschin besitzt mittlerweile nur noch zwei Gleise, jeweils mit einem Bahnsteig. Dabei halten alle Züge planmäßig derzeit auf Gleis 1, da im Bahnhof planmäßig keine Zugkreuzungen stattfinden. Außerdem muss Gleis 1 höhengleich überquert werden, um zu Gleis 2 zu kommen.
Seit der Eröffnung verfügte der Bahnhof über weitere Gleise, jedoch wurden Anfang 2000 das 3. Gleis sowie alle Abstell- und Überholgleise zurückgebaut.

### Empfangsgebäude
Mit der Eröffnung der Bahnstrecke am 1. Juli 1876 erfolgte zeitgleich die Eröffnung des Empfangsgebäudes, welches einen Fahrkartenschalter sowie Sitzmöglichkeiten für wartende Reisende bot. Nach der deutschen Bahnreform 1994 und den damit verbundenen Sparmaßnahmen wurde es geschlossen. 2014 wurde es versteigert und wird schon seit mehreren Jahren saniert. Finanziert und durchgeführt werden die Sanierungsarbeiten durch die Letschiner Eisenbahnfreunde und deren Unterstützung.

## Anbindung

### Regionalzugverkehr
Betreiber ist seit Dezember 2014 die Niederbarnimer Eisenbahn (NEB), welche die Ostdeutsche Eisenbahn (ODEG) ablöste. Der Bahnhof wurde bis Dezember 2024 im Zwei-Stunden-Takt bedient, seither stündlich.
| Linie                    | Linienverlauf | Takt (min) | EVU                      |
| ------------------------ | --- | ---------- | ------------------------ |
| RB 60                    | Eberswalde Hbf – Niederfinow – Falkenberg (Mark) – Bad Freienwalde (Oder) – Altranft – Wriezen – Neutrebbin – Letschin – Werbig – Seelow (Mark) – Frankfurt (Oder) | 60         | Niederbarnimer Eisenbahn |
| Stand: 15. Dezember 2024 | |            |                          |

### Busverkehr
Das Busunternehmen Märkisch-Oderland Bus fährt mit der Buslinie 957 regelmäßig den Letschiner Bahnhof an, welche Letschin mit Seelow, Neuhardenberg und Neutrebbin verbindet.